# Dicranomyia schmidiana
Dicranomyia schmidiana är en tvåvingeart som först beskrevs av Alexander 1975.  Dicranomyia schmidiana ingår i släktet Dicranomyia och familjen småharkrankar.
Artens utbredningsområde är Iran. Inga underarter finns listade i Catalogue of Life.